# Atwater (Minnesota)
Pour les articles homonymes, voir Atwater.
La ville d’Atwater est située dans le comté de Kandiyohi, dans l’État du Minnesota, aux États-Unis. Sa population s’élevait à 1 133 habitants lors du recensement de 2010, estimée à 1 113 habitants en 2018.

## Personnalités
- Elmer Feig (1897-1968), architecte américain y est né.